# Georges Laraque
Georges Edy Laraque (* 7. Dezember 1976 in Montréal, Québec) ist ein ehemaliger kanadischer Eishockeyspieler, der im Verlauf seiner aktiven Karriere zwischen 1993 und 2010 unter anderem 752 Spiele für die Edmonton Oilers, Phoenix Coyotes, Pittsburgh Penguins und Canadiens de Montréal in der National Hockey League bestritten hat. Sein Cousin Jean-Luc Grand-Pierre war ebenfalls professioneller Eishockeyspieler.

## Karriere
Der 1,91 m große Flügelstürmer haitianischer Eltern spielte zunächst für verschiedene Juniorenteams in der kanadischen Juniorenliga Ligue de hockey junior majeur du Québec, bevor er beim NHL Entry Draft 1995 als 31. Spieler in der zweiten Runde von den Edmonton Oilers aus der National Hockey League ausgewählt wurde. Mit seiner letzten Station in der LHJMQ, den Prédateurs de Granby, gewann der Rechtsschütze in der Saison 1995/96 sowohl den Coupe du Président als auch den Memorial Cup.

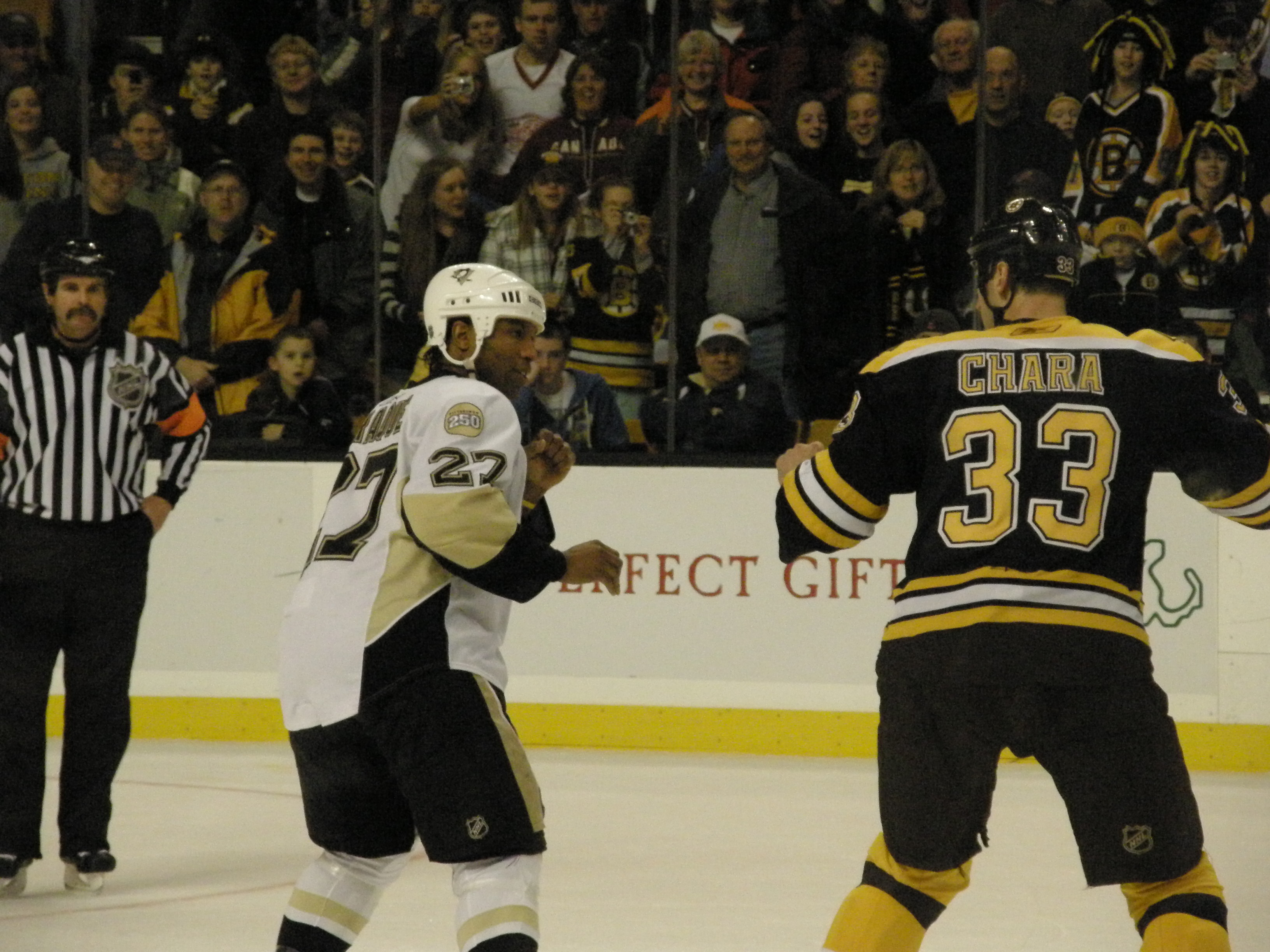
Georges Laraque (links) und Zdeno Chára (2007)

Im Sommer 1996 wechselte der Kanadier in die Organisation der Oilers, wo er zunächst bei den Hamilton Bulldogs, deren Farmteam in der American Hockey League, eingesetzt wurde. In der Saison 1997/98 schaffte Laraque erstmals den Sprung in den NHL-Kader der Edmonton Oilers. Wurde er während seiner Juniorenzeit zumeist als Power Forward eingesetzt, so spielte er nun vor allem als Enforcer. Aufgrund seiner körperlichen Dominanz sowie seiner Mentalität machte er zudem in zahlreichen Kämpfen auf sich aufmerksam, was ihm 2003 den Titel „Bester Kämpfer“, verliehen vom Eishockeymagazin „The Hockey News“, einbrachte. Dies führte dazu, dass Laraques Offensivqualitäten oftmals verkannt wurden und er zumeist auf seine Rolle als Enforcer beschränkt wurde.
Während des Lockouts in der NHL-Saison 2004/05 spielte Laraque für den AIK Solna in der dritten schwedischen Liga. Mit der Mannschaft schaffte er am Saisonende den Aufstieg in die zweitklassige Allsvenskan, ehe er nach Edmonton zurückkehrte. Mit den Oilers erreichte er in der folgenden Spielzeit das Finale der Stanley-Cup-Playoffs 2006. Dort unterlagen sie aber gegen die Carolina Hurricanes. Nach dem Spieljahr stellten die Edmonton Oilers Laraque als Free Agent auf, der Angreifer erklärte jedoch, unbedingt in Edmonton bleiben und dafür notfalls auch auf Gehalt verzichten zu wollen. Da Laraque allerdings einer Ausstiegsklausel für den Verein nicht zustimmte, wurde der Vertrag niemals geschlossen. Daraufhin unterschrieb der Kanadier einen Kontrakt bei den Phoenix Coyotes, die ihn nach einer Spielzeit im Tausch gegen Daniel Carcillo und einen Drittrunden-Wahlrecht im NHL Entry Draft 2008 zu den Pittsburgh Penguins transferierten.
Mit den Penguins erreichte Georges Laraque im Rahmen der Stanley-Cup-Playoffs 2008 zum zweiten Mal in seiner Karriere das Finale um den Stanley Cup, erneut schaffte er es jedoch nicht, die nordamerikanische Eishockeymeisterschaft zu gewinnen, da die Penguins den Detroit Red Wings unterlagen. Zur Saison 2008/09 unterschrieb der Kanadier einen Zweijahresvertrag in seiner Heimatstadt bei den Canadiens de Montréal. Diese gaben bereits im Januar 2010 bekannt, dass sie keine Verwendung mehr für den Flügelstürmer hätten, und zahlten ihm den Restbetrag seines bis zum Sommer laufenden Vertrages aus. Im August 2010 beendete Laraque seine Karriere als Eishockeyspieler und stand nach vierjähriger Pause lediglich für den norwegischen Drittligisten Fana IHK in zwei Partien auf dem Eis.
Seit 2010 ist Laraque Mitglied der Grünen Partei Kanadas und war von 2010 bis 2013 deren Parteivize.

## Erfolge und Auszeichnungen
- 1996 Coupe-du-Président-Gewinn mit den Prédateurs de Granby
- 1996 Memorial-Cup-Gewinn mit den Prédateurs de Granby
- 2005 Aufstieg in die Allsvenskan mit AIK Solna

## Karrierestatistik

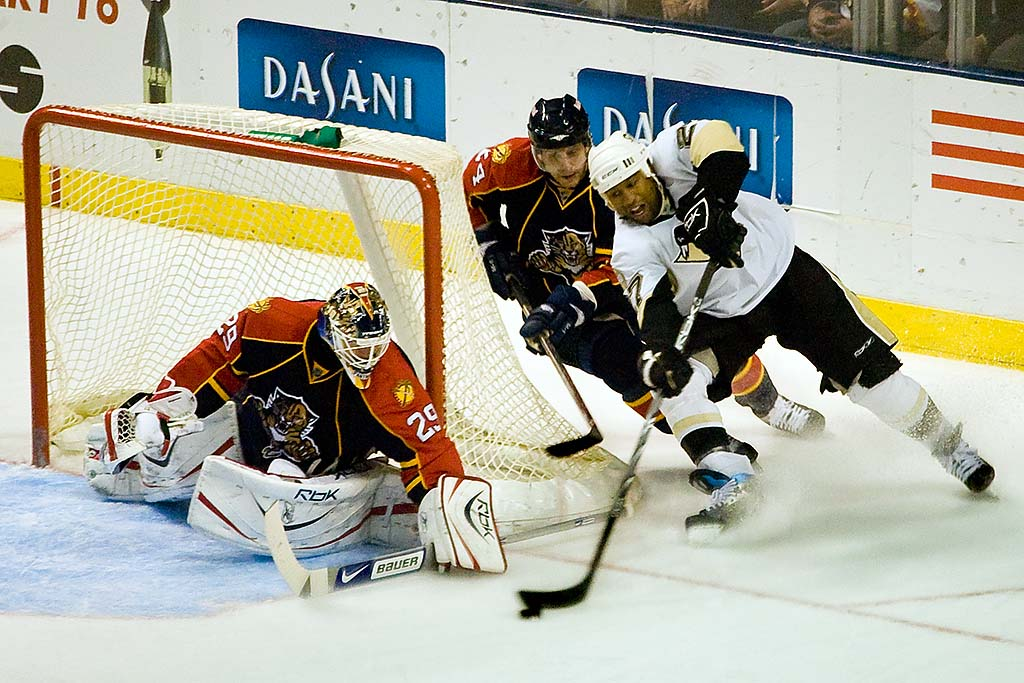
Georges Laraque (weißes Trikot) beim Versuch eines Torschusses gegen die Florida Panthers

(Legende zur Spielerstatistik: Sp oder GP = absolvierte Spiele; T oder G = erzielte Tore; V oder A = erzielte Assists; Pkt oder Pts = erzielte Scorerpunkte; SM oder PIM = erhaltene Strafminuten; +/− = Plus/Minus-Bilanz; PP = erzielte Überzahltore; SH = erzielte Unterzahltore; GW = erzielte Siegtore; 1 Play-downs/Relegation; Kursiv: Statistik nicht vollständig)